# Montagnola
Montagnola is een plaats en voormalige gemeente in het district Lugano, kanton Ticino, Zwitserland.
De plaats maakt sinds 4 april 2004 deel uit van de gemeente Collina d'Oro.
Hermann Hesse (1877-1962) woonde van 1919 tot aan zijn dood in Montagnola
Agra · Carabietta · Gentilino · Montagnola